# Akysis
Akysis — рід сомоподібних риб з родини Akysidae. Має 25 видів. Часто тримаються в акваріумах.

## Опис
Це рід дрібних сомів, розміри яких коливаються від 3 до 7 см. Зовні всі види дуже схожі один на одного. За статтю відрізняються розмірами плавців та вусів. Очі маленькі, зір поганий. Ніздрі невеличкі, розташовані далеко один від одного. Рот відносно широкий. Відсутні піднебінні зуби, канал, що несе зуби, розширено. Тулуб середнього розміру, звужується до хвоста. Шкіра шорстка з декількома поздовжніми рядками горбиків з боків. Передній край грудного відділу хребта має видимий паз на його спинний стороні. Мають 2 спинних плавця з численними проміннями. Анальний плавець невеличкий. Хвостовий плавець розділено.
У більшості видів коричневе забарвлення, по якому проходять жовті плямочки або цятки різного розміру.

## Спосіб життя
Кожен з видів населяє різні біотопи. Зустрічаються в прозорих річках з кам'янисто-гальковим дном (Akysis prashadi), мешкають біля крутих, піщаних берегів, де гілки берегових кущів звисають в воду (Akysis longifilis), воліють брудні, каламутні канали (Akysis maculipinnis). Великі скупчення сомів спостерігається біля містків, з яких жителі найближчих сіл скидають у воду харчові відходи.
Соми ведуть потайливий, нічний спосіб життя. Днем зариваються в ґрунт, в навіть твердий. Вночі соми вилазять на поверхню і починають досліджувати дно в пошуках їстівного. Живляться виключно тваринною їжею, насамперед водними безхребетними.

## Розповсюдження
Поширені у Південно-Східній Азії: між річками Іраваді (на заході) та Баріто (на сході), верхньої частини Меконг (на півночі) й річки Чітарум (на півдні). Зустрічається на островах Ява, Суматра, Калімантан (Індонезія), у М'янмі, Тенассерімі, Таїланді, а також інколи в деяких річках східної Індії.

## Акваріум
Для цих сомиків акваріум заввишки 25-30 см, від 100 літрів. На дно насипають суміш дрібного і середнього піску темного кольору. Із декорацій обирають невеликі корчі та каміння. Рослини не обов'язкові. Звиклі до неволі рибки, прямо вискакують з піску, як тільки корм потрапляє в акваріум.
Живляться живими кормами і замінниками. сумирні. Утримувати краще групою від 5 особин, хоча, сомики прекрасно живуть також на самоті. З інших риб в сусіди підійдуть невеликі в'юни, расбори і даніо. З технічних засобів знадобиться потужний внутрішній фільтр для створення сильної течії, компресор. Температура утримання 20-25 С.

## Види
- Akysis bilustris
- Akysis brachybarbatus
- Akysis clavulus
- Akysis clinatus
- Akysis ephippifer
- Akysis fontaneus
- Akysis fuliginatus
- Akysis galeatus
- Akysis hendricksoni
- Akysis heterurus
- Akysis longifilis
- Akysis maculipinnis
- Akysis manipurensis
- Akysis microps
- Akysis patrator
- Akysis pictus
- Akysis portellus
- Akysis prashadi
- Akysis pulvinatus
- Akysis recavus
- Akysis scorteus
- Akysis variegatus
- Akysis varius
- Akysis vespa
- Akysis vespertinus